# Котляров, Николай Семёнович
Котляров Николай Семёнович (1937—2010) — председатель городской думы Краснодара 2004—2010.

## Биография
Николай Семенович Котляров родился в станице Пластуновской Динского района Краснодарского края. В 1961 году окончил Кубанский сельхозинститут. С 1962 по сентябрь 2004 г. работал в Кубанском государственном агроуниверситете, пройдя путь от ассистента доцента до профессора, доктора сельскохозяйственных наук, проректора по международным связям, проректора по учебной работе, первого проректора университета. Котлярову Н. С. присвоены почетные звания: «Заслуженный деятель науки Республики Адыгея», Заслуженный работник высшей школы Российской Федерации. В 2005 году ему была вручена памятная медаль «За выдающийся вклад в развитие Кубани» 1-й степени. Он опубликовал более 100 научных трудов, обладатель 38 патентов на изобретения. Депутат II и III созывов городской Думы Краснодара. Во втором созыве возглавлял комитет городской Думы по вопросам городского хозяйства, землеустройства, муниципальной собственности. В третьем созыве был избран заместителем председателя городской Думы, с сентября 2004 года по 30 января 2010 года — председатель городской Думы.
Работа Николая Котлярова в городской Думе была весьма разнообразна и затрагивала как жизненные интересы города, так и проблемы избирателей Прикубанского округа. Он принял непосредственное участие в разработке «Устава города», «Регламента городской Думы Краснодара», «Положения о порядке владения, использования и распоряжения муниципальной собственности и городских земель муниципального образования город Краснодар», муниципальной городской программы развития ЖКХ и благоустройства города, целевой программы «Ликвидация мест подтопления» и др. Как депутат оказывал помощь в области образования, здравоохранения. По наказам избирателей им оказывалась помощь в ремонте кровли домов, подъездов, отмосток вокруг домов, строительстве тротуаров, ямочного ремонта внутридворовых дорог с асфальтным покрытием и др.
В субботу, 30 января 2010 года в 23 часа 30 минут Николай Котляров возвращался из служебной командировки — он официально представлял власть краевого центра в «Азов-Сити» на презентации первого в России легального казино. Страшная авария в районе станицы Медведовской Тимашевского района на трассе Ейск — Краснодар унесла жизни двух человек — Николая Котлярова и водителя Сергея Фролова.

## Память
В соответствии с решением городской Думы Краснодара от 20 мая 2010 года центральной улице вновь образованного микрорайона, ограниченного улицами Солнечной, Зиповской и Российской, решено присвоить имя Николая Семеновича Котлярова.

## Воспоминания
Евланов Владимир Лазаревич, глава администрации муниципального образования город Краснодар:

«До сих пор невозможно поверить, что этого человека нет рядом с нами. Лично мне не хватает его мудрого слова, доброго совета. Его яркого, блистательного мнения обо всем, что происходит вокруг нас. Он был великолепно образован, много читал, его энциклопедические знания во всех областях восхищали всех окружающих. А главное — Николай Семенович был добрым и милосердным, способным принять участие в судьбе всякого, кто обращался к нему за помощью.
Он был настоящим народным избранником, депутатом, который сердцем болел за все, что происходило в городе. Его организаторские и деловые качества в полной мере проявились на посту председателя городской Думы Краснодара. Мы работали в единой команде на благо кубанской столицы, и именно конструктивная и созидательная позиция депутатского корпуса, направляющей силой которой был Николай Семенович, позволила кубанской столице достичь за последние несколько лет впечатляющих результатов во всех областях.
Память об этом удивительном человеке живет в сердцах и душах горожан, в добрых делах, в благодарности тех, кому он помог, кого научил, в чьей судьбе оставил неповторимый созидательный след. Его именем названа улица, центр реабилитации детей искусством и творчеством… В истории нашего прекрасного города Николаю Семеновичу Котлярову отведено особое место… Навсегда.».

Галушко Вера Федоровна, председатель городской Думы Краснодара:

— Я до сих пор не могу поверить, что его нет среди нас. Не хотят в это верить ни сердце, ни разум. У меня такое впечатление, что Николай Семенович уехал в длительную командировку.
Нас связывала многолетняя дружба, и я не раз имела возможность увидеть, насколько он уважаем и любим окружающими. Мне кажется, что у него даже не могло быть врагов. Ведь Николай Семенович был необычайно светлым человеком, у которого всегда было время выслушать и услышать, поддержать в трудную минуту, помочь словом и делом.
ЧЕЛОВЕК, ПРЕПОДАВАТЕЛЬ, ДЕПУТАТ, РУКОВОДИТЕЛЬ — это все о нем. Именно так — с большой буквы. Он был не только прекрасным преподавателем, но и настоящим наставником — студенты из самых разных точек мира, и через многие годы помнили своего наставника, переписывались с ним.
Его коллеги-депутаты и все, кто с ним общался и работал, всегда отмечали его умение быстро и грамотно решать любые задачи, которые ставила перед ним жизнь. Он был необыкновенно молод душой и умом, что позволяло ему идти всегда на шаг впереди.
Избиратели округа в нем души не чаяли, потому, что он действительно был защитником их интересов. К нему шли с самыми разными просьбами и предложениями, и каждому он старался помочь, поддержать.
А с какой любовью он рассказывал о семье, своих внуков любил необычайно, успел стать прадедом.
Нам его не хватает. Так и хочется позвонить ему, поговорить по душам, посоветоваться….

Но, человек жив, пока о нем помнят. А светлая память о Николае Семеновиче Котлярове сохранится в наших сердцах навсегда!
Тимофеев Виктор Викторович, заместитель председателя городской Думы Краснодара:

«Николай Семенович был очень чутким и внимательным человеком. Со мной он часто посещал на дому ветеранов, пенсионеров — всех тех людей, кому необходима забота и внимание. В то же самое время как председателя городской Думы его отличали профессионализм и грамотный подход к любой ситуации. С именем Николая Котлярова неразрывно связаны позитивные изменения в жизни города и его жителей. За время своей работы он завоевал неподдельный авторитет как у депутатов, так и у всех жителей нашего города.
Я уверен, что не только мои коллеги по работе в городской Думе IV созыва, но и все, кто хоть раз общался с ним, всегда будут помнить этого человека».